# Skyang Kangri
Skyang Kangri lub Staircase Peak – siedmiotysięcznik w paśmie Karakorum. Leży na granicy między Chinami a Pakistanem. Znajduje się ok. 7 km na północny wschód od K2, drugiego co do wysokości szczytu Ziemi.
Pierwszego wejścia na szczyt dokonali w 11 sierpnia 1976 r. dwaj wspinacze z Japonii: Yoshioki Fujioji i Hideki Nagata. Jest to do tej pory jedyne udane wejście.